# Agrotis miranda
Agrotis miranda är en fjärilsart som beskrevs av Corti 1928. Agrotis miranda ingår i släktet Agrotis och familjen nattflyn. Inga underarter finns listade i Catalogue of Life.